# Süderneuland I

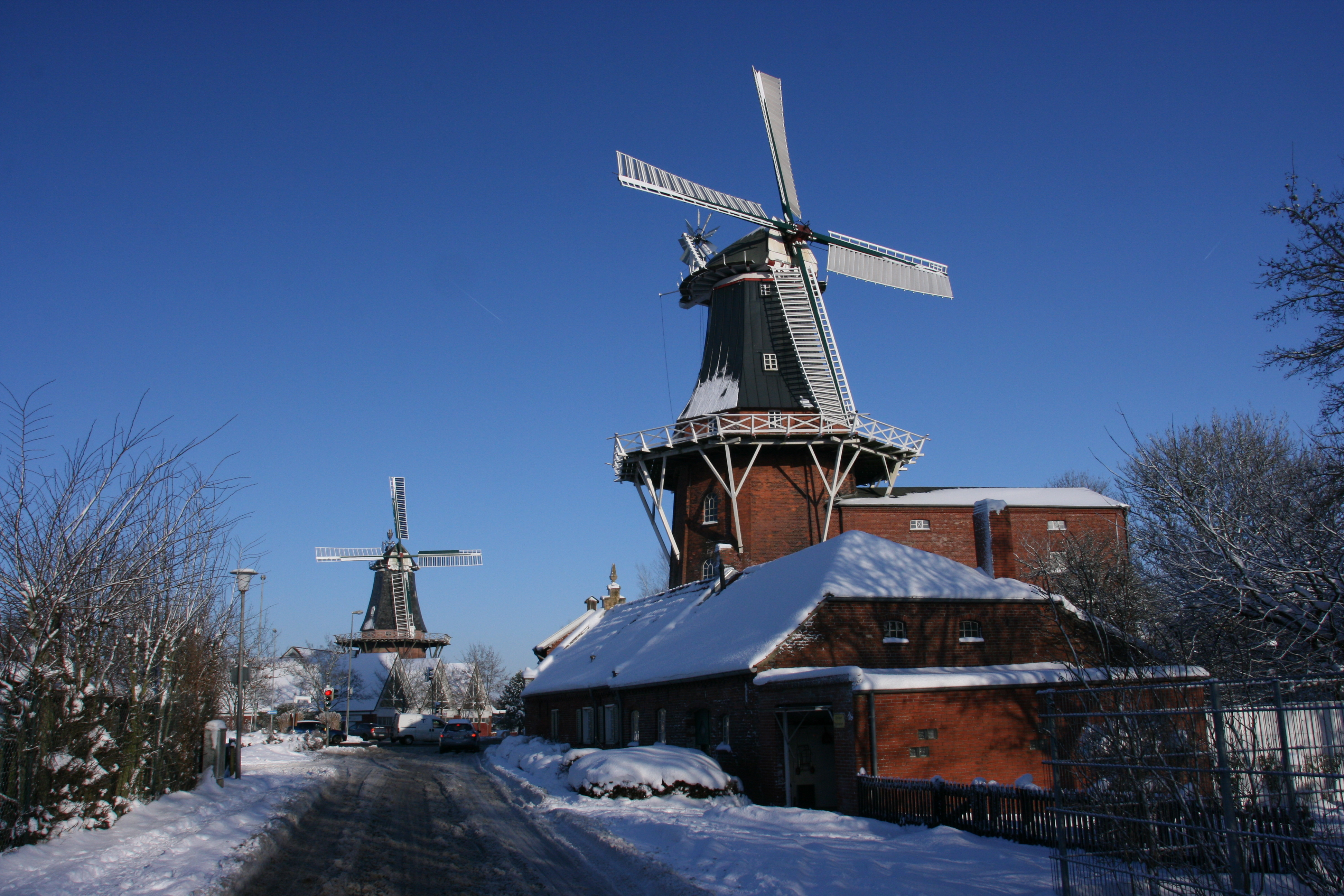
Deichmühle im Winter, im Hintergrund die benachbarte Frisia-Mühle

Süderneuland I ist der bevölkerungsreichste Stadtteil der Stadt Norden in Ostfriesland im nordwestlichen Niedersachsen und hat 3.021 Einwohner (12/2016), die sich auf einer Fläche von 6,06 km² verteilen. Er ist somit nach der Innenstadt, mit der Süderneuland I baulich vollständig zusammengewachsen ist, der zweitgrößte Ortsteil Nordens. Das Gebiet des heutigen Stadtteils wurde bei der niedersächsischen Kommunalreform 1972 nach Norden eingemeindet, bis dahin war es eine selbstständige Gemeinde. Mit dem Industrie- und Gewerbegebiet Leegemoor verfügt Süderneuland I über das mit Abstand größte und wichtigste Gewerbegebiet Nordens. Auch der Norder Bahnhof liegt auf dem Gebiet des Stadtteils.

## Geschichte

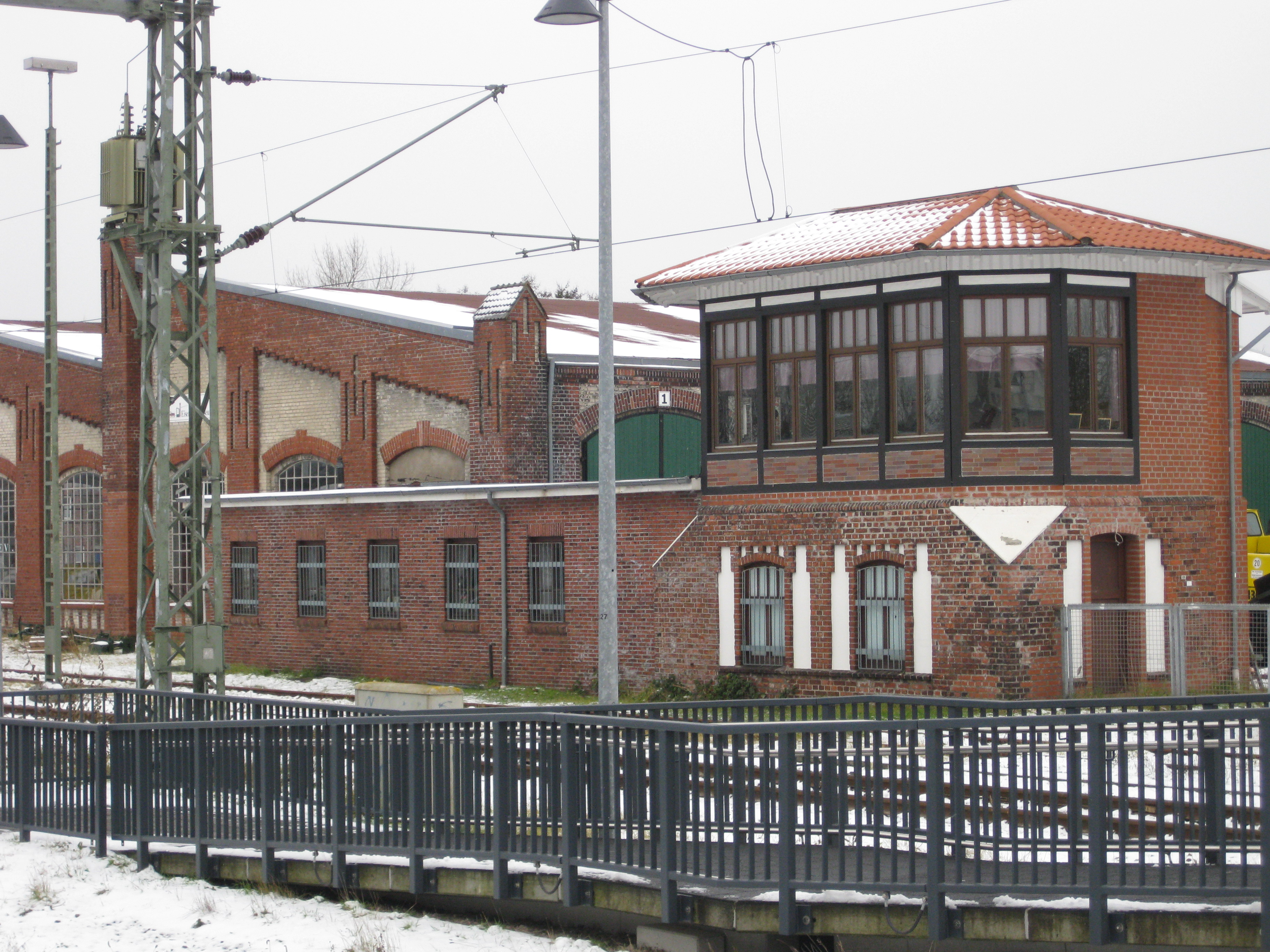
Historischer Lokschuppen auf dem Gebiet der ehemaligen Gemeinde Süderneuland I

Bei der Dionysusflut 1373 dehnte sich die Leybucht aus und setzte unter anderem weite Teile des heutigen Norder Stadtgebiets unter Wasser. Das Gebiet Süderneulands wurde seit dem 16. und 17. Jahrhundert wieder eingedeicht. Die Neulandgewinnung in diesem Bereich wurde in der Regierungszeit des preußischen Königs Friedrich der Große abgeschlossen. Zur Entwässerung des eingedeichten Lands war ein Siel nötig, das nach dem König Fridericussiel benannt wurde. Eine Straße im Stadtteil trägt noch heute den Namen Am Fridericussiel.
Der Bau des heutigen Norder Hauptbahnhofs erfolgte 1885. Zehn Jahre später wurde auch die Bahnhofsstraße angelegt, die heutige Bundesstraße 72. Im Jahr 1900 entstand die heutige Deichmühle. Im Ortsteil befindet sich auch die evangelisch-lutherische Friedenskirche.
Am 1. Juli 1972 wurde die Gemeinde Süderneuland I in die Stadt Norden eingegliedert.

## Wappen
Das Wappen des Ortsteils zeigt unter einem blauen Schildhaupt ein rotes offenes Sieltor. Unter dem Torbogen des Siels sind die verschlungenen schwarzen Buchstaben F und R zu sehen, das Monogramm Friedrichs des Großen. Das Schildhaupt weist drei goldene sechszackige Sporenräder auf, die auf die Lage des Orts in der Nähe der Stadt verweisen.

## Ortschaften und Wohnplätze
Innerhalb Süderneuland I finden sich folgende Ortschaften und Wohnplätze: Addinggast, Gut Addinggaster Grashaus, Gut Addinggaster Polder, Hof Buschhaus, Deichmühle, Kartoffeldeich, Kiebitznest und Wurzeldeich.

## Wirtschaft und Infrastruktur
In Süderneuland I gibt es eine Grundschule sowie die evangelisch-lutherische Friedenskirche am Addingaster Weg. Der Teehandelsbetrieb Onno Behrends, eines von drei ostfriesischen Teehandelshäusern, die Tee mit dem Zusatz Echter Ostfriesentee verkaufen dürfen, hat im Stadtteil seinen Sitz. Im Industrie- und Gewerbegebiet Leegemoor befinden sich eine Vielzahl von Firmen, darunter mehrere mit einer dreistelligen Mitarbeiterzahl. Das Gewerbegebiet ist damit das mit Abstand größte der Stadt Norden und spielt für die städtische Wirtschaft eine wesentliche Rolle. Das Gebiet liegt am südlichen Ende der Stadt, ist also über die B 72 und (ab Georgsheil) die B 210 am verkehrsgünstigsten zur A 31 in Emden gelegen.